# Prekmurski klubovi u mađarskom nogometnom sustavu 1941./42.
Od 1941. do 1945. Prekmurje je bilo dio Kraljevine Mađarske, pa su i nogometni klubovi Lendave i Murske Sobote ušli u mađarski nogometni sustav.

## Novosti
Nakon kratkotrajnog Travanjskog rata i kapitulacije jugoslavenske vojske, slovensko područje u Kraljevini Jugoslaviji (Dravska banovina) okupirana je i podijeljena. Najveći dio dobila je Njemačka, i to slovensku Štajersku, Gorenjsku, sjeverni dio Dolenjske, Mežičku dolinu, dravogradsko područje i četiri sela u Prekmurju. Teritorij je iznosio više od 10.000 km² s oko 800.000 stanovnika. Prekmurje s gotovo 1000 km² i oko 100.000 stanovnika pripalo je Mađarskoj, dok je ostatak Notranjske, veći dio Dolenjske i Ljubljana, ukupno 4500 km² s oko 330.000 stanovnika, pripao Italiji.
Događaji od 6. travnja imali su snažan utjecaj i na društveno-politički život u Prekmurju. Već 6. travnja njemačke trupe umarširale su na područje Prekmurja, gdje su ih s oduševljenjem dočekali stanovnici pograničnih sela i prekmurski Kulturbundovci, a u Murskoj Soboti okružne vlasti na čelu s dr. Francetom Bratinom priredile su im doček. Njemačka okupacija Prekmurja trajala je samo deset dana, jer je nakon Hitlerove podjele slovenskih pokrajina među okupatorima 12. travnja Prekmurje određeno kao mađarska okupacijska zona. Dolazak Mađara uslijedio je 15. travnja, a 16. travnja u Mursku Sobotu umarširao je 2. körmendov bataljun 5. pješačke pukovnije iz Sambotela pod zapovjedništvom Józsefa Radványja. Istog dana Nijemci su na posebnoj priredbi u Murskoj Soboti svečano predali vlast u Prekmurju Mađarima. Mađarskom okupacijom Prekmurja i ovdje je stupila na snagu vojna uprava, ali za razliku od njemačke i talijanske okupacijske zone, trajala je četiri mjeseca. Glavni cilj nove mađarske uprave bio je u najkraćem mogućem roku izbrisati sve tragove koje je ostavila jugoslavenska država. Sve jugoslavenske institucije su ukinute, zamijenjene mađarskim, a oni jugoslavenski dužnosnici i učitelji koji su se doselili u Prekmurje nakon njegovog pripajanja Jugoslaviji ili su bili jasno protumađarski raspoloženi otpušteni su s posla. Iz knjižnica i škola uklonjeni su svi slovenski natpisi i gotovo sve slovenske knjige, a uvedeno je i mađarsko pismo te imena mjesta i osoba. Nakon četiri mjeseca, 15. kolovoza 1941., vojna uprava u Prekmurju zamijenjena je civilnom. Time je samo ozakonjen proces uključivanja okupiranog područja u mađarske županije.
Posebnost mađarskog okupacijskog sustava u Prekmurju bila je prvenstveno u odnosu prema stanovništvu, koji je dosljedno odvajao doseljenike od starosjedilaca. Mađarska uprava nastojala je prekmurske Slovence koji su rođeni (ili njihovi preci) u regiji prije 31. listopada 1918. pretvoriti u lojalne građane obrazovanjem i propagandom, a ne represijom, te je prema njima bila vrlo blaga. U to vrijeme Prekmurje je predstavljalo jednu od rijetkih mirnih oaza u srcu okupirane Europe. To je bio daleko od slučaja s jugoslavenskim doseljenicima nakon 1918. i suradnicima slovenskog pokreta otpora. Radikalne promjene dogodile su se tek nakon njemačke okupacije, kada se cijelo stanovništvo našlo pod nacističkom represijom.
Mađarskom okupacijom Prekmurja, i u prekmurskom sportu stupila su na snagu nova pravila igre, slična njemačkom i talijanskom okupacijskom sustavu. Nakon mađarske okupacije mnogi klubovi sa slovenskom tematikom su zatvoreni, dok su drugi uključeni u mađarske natjecateljske sustave.

## Mura
Najuspješniji prekmurski nogometni klub, Mura Murska Sobota, zaigrala je u mađarskim natjecateljskim sustavima pod imenom Mura SE u sezoni 1941./42. Bili su pridruženi prvoj diviziji Sambotelskog nogometnog podsaveza, koji je predstavljao četvrti rang mađarskog nogometa (Északdunántúli kerület, I. osztály, Szombathelyi csoport ili Sjevernopodunavska regija, grupa Sambotel, I. razred).

### Ljestvica
| mj.                  | klub                         | ut. | pob. | ner. | por. | gol+ | gol- | bod |
| -------------------- | ---------------------------- | --- | ---- | ---- | ---- | ---- | ---- | --- |
| 1.                   | Székesfehérvári MÁV Előre    | 26  | 21   | 2    | 3    | 78   | 26   | 44  |
| 2.                   | Várpalotai Unió TE           | 26  | 16   | 2    | 8    | 93   | 41   | 34  |
| 3.                   | MOVE Zalaegerszegi SE        | 26  | 15   | 4    | 7    | 64   | 41   | 34  |
| 4.                   | Hajmáskéri SE                | 26  | 14   | 5    | 7    | 49   | 41   | 33  |
| 5.                   | Fűzfői AK                    | 26  | 14   | 5    | 7    | 52   | 52   | 33  |
| 6.                   | Szombathelyi Haladás VSE II. | 26  | 12   | 4    | 10   | 66   | 50   | 28  |
| 7.                   | Péti KSE                     | 26  | 10   | 6    | 10   | 39   | 41   | 26  |
| 8.                   | Siófoki SE                   | 26  | 10   | 5    | 11   | 60   | 49   | 25  |
| 9.                   | Pápai MÁV Kinizsi SE         | 26  | 10   | 5    | 11   | 53   | 51   | 25  |
| 10.                  | Celldömölki VSE              | 26  | 11   | 2    | 13   | 42   | 57   | 24  |
| 11.                  | Szombathelyi FC II.          | 26  | 7    | 7    | 12   | 47   | 53   | 21  |
| 12.                  | Mura SE                      | 26  | 9    | 2    | 15   | 36   | 60   | 20  |
| 13.                  | Kőszegi SE                   | 26  | 5    | 3    | 18   | 18   | 75   | 13  |
| 14.                  | Ajkai LE                     | 26  | 0    | 4    | 22   | 17   | 77   | 4   |
| Ajkai LE se povukao. |                              |     |      |      |      |      |      |     |
| Izvori:              |                              |     |      |      |      |      |      |     |

|  | Zbog promocije ili drugih razloga (npr. odluke MLSZ-a, spajanje klubova), klub će se iduće sezone natjecati u ligi višeg ranga.          |
|  | Zbog ispadanja ili drugih razloga (npr. isključenje, spajanje klubova, raspuštanje), klub se neće natjecati u ovoj ligi sljedeće sezone. |

## Lendava
Najstariji nogometni klub iz Prekmurja, lendavska Nafta, također je bio uključen u mađarski sustav natjecanja, s tim da je lendavska momčad započela svoje sudjelovanje u mađarskom sustavu natjecanja sezonu prije Mure SE iz Murske Soboške. U sezoni 1941./42. lendavska momčad je uključena u drugi razred Velikokanjiškog nogometnog podsaveza pod nazivom Alsólendvai SE, koja je predstavljala peti rang mađarskog nogometa (Déldunántúli kerület, II. osztály, Nagykanizsai csoport ili Južnopodunavska regija, Velika Kanjiža, II. razred). Nisu se dobro snašli u prvoj sezoni, završivši na četvrtom, predzadnjem mjestu.

### Ljestvica
| mj.                               | klub                              | ut. | pob. | ner. | por. | gol+ | gol- | bod |
| --------------------------------- | --------------------------------- | --- | ---- | ---- | ---- | ---- | ---- | --- |
| 1.                                | Nagykanizsai VTE II.              | 4   | 4    | 0    | 0    | 19   | 6    | 8   |
| 2.                                | Csáktornyai SK II.                | 4   | 2    | 0    | 2    | 10   | 9    | 4   |
| 3.                                | Csáktornyai Zrínyi SE             | 4   | 2    | 0    | 2    | 8    | 10   | 4   |
| 4.                                | Alsólendvai SE                    | 4   | 2    | 0    | 2    | 10   | 14   | 4   |
| 5.                                | Zrínyi Miklós Nagykanizsai TE II. | 4   | 0    | 0    | 4    | 3    | 11   | 0   |
| Napomena: Tablica nije kompletna. |                                   |     |      |      |      |      |      |     |
| Izvori:                           |                                   |     |      |      |      |      |      |     |

|  | Zbog promocije ili drugih razloga (npr. odluke MLSZ-a, spajanje klubova), klub će se iduće sezone natjecati u ligi višeg ranga.          |
|  | Zbog ispadanja ili drugih razloga (npr. isključenje, spajanje klubova, raspuštanje), klub se neće natjecati u ovoj ligi sljedeće sezone. |

## Vanjske poveznice
- Tin Mudražija, Zgodovina nogometa v Kraljevini SHS/Jugoslaviji in v času okupacije, 2016.
- NK Mura na magyarfutball.hu
- NK Lendava na magyarfutball.hu